# 玉西乡
玉西乡（藏語：ཡུལ་བཞི་，威利转写：yul bzhi），是中华人民共和国西藏自治区昌都市洛隆县下辖的一个乡镇级行政单位。

## 行政区划
玉西乡下辖以下地区：
拉绕村、巴村、日许村和色然村。